# ثلج (رواية جون بانفيل)
ثلج (بالإنجليزية: Snow)‏ هي رواية للكاتب الأيرلندي جون بانفيل، نشرت عام 2020، عن دار نشر فيبر آند فيبر.